# Bomberman 64 (jeu vidéo, 2001)
Pour les articles homonymes, voir Bomberman 64.
Bomberman 64 (parfois appelé Bomberman 64: Arcade Edition) est un jeu vidéo d'action sorti en 2001 sur Nintendo 64. Le jeu a été développé par Racjin et édité par Hudson Soft.

## Système de jeu
Contrairement aux autres opus sortis sur Nintendo 64, le gameplay du jeu se rapproche plus de celui, très arcade, des premiers Bomberman. Chaque partie se déroule sur un plateau de jeu en vue de dessus. Le joueur prend le contrôle d'un personnage qui peut déposer des bombes et doit détruire des obstacles et des ennemis.